# Мюнямякі
Мюнямякі  (фін. Mynämäki) — громада в провінції Південно-Західна Фінляндія, губернія Західна Фінляндія, Фінляндія. Загальна площа території — 536,08 км, з яких 16,37 км² — вода.
Ліцей Мюнямякі залишається в трійці кращих ліцеїв країни (2009 — 2014) .

## Демографія
На 31 січня 2011 в громаді Мюнямякі проживало 8042 чоловік: 4031 чоловіків і 4011 жінок.
Фінська мова є рідною для 98,43% жителів, шведська — для 0,65%. Інші мови є рідними для 0,92% жителів громади.
Віковий склад населення:
- до 14 років — 17,1%
- від 15 до 64 років — 63,14%
- від 65 років — 19,75%

Зміна чисельності населення за роками:  
| Рік  | Чисельність |
| ---- | ----------- |
| 1980 | 7359        |
| 1990 | 7667        |
| 2000 | 7870        |
| 2010 | 8041        |
| 2011 | 8042        |